# Canton de La Chaise
Ne doit pas être confondu avec Canton de La Chaise-Dieu.
Le canton de La Chaise est une ancienne division administrative française située dans le département de la Vendée.
Créé en 1790 en tant que canton de Saint-Jean-de-la-Chaisse et compris dans le district de La Roche-sur-Yon de cette date à 1795, il est supprimé en octobre 1801.

## Histoire
Sous la Révolution française, pendant la mise en œuvre des décrets de l’Assemblée nationale concernant la division du royaume en 83 départements (15 janvier et 16 février 1790), un décret particulier du 26 janvier 1790 porte implicitement création du canton au sein du district ; les textes de la Constituante sont par la suite ordonnés dans des lettres patentes de Louis XVI données le 4 mars 1790. La division admet alors un chef-lieu fixé dans la municipalité de Saint-Jean-de-la-Chaisse.
Vers l’an V, les communes de Saint-Jean-de-la-Chaisse et de Saint-Nicolas-de-la-Chaisse fusionnent pour former La Chaise, ce qui provoque la modification de l’appellation de la division, qui devient le canton de La Chaise.
La suppression du canton est projetée dans la loi concernant la division du territoire de la République et l’administration du 28 pluviôse an VIII (17 février 1800). Aussi, en vertu de l’arrêté du 9 brumaire an X (31 octobre 1801), ses communes sont redistribuées dans le canton de La Roche-sur-Yon et celui des Essarts.

## Géographie

### Situation administrative
Administrativement, le canton se situe au sein du département de la Vendée, dans le district de La Roche-sur-Yon de 1790 à 1795. Brièvement, entre la loi concernant la division du territoire de la République et l’administration (17 février 1800) et sa suppression par l’arrêté du 9 brumaire an X (31 octobre 1801), le canton relève du deuxième arrondissement départemental.

### Surfaces et altitudes
| Commune                   | Surface (ha) | Altitude (m) | Altitude (m) |
| Commune                   | Surface (ha) | Mini         | Maxi         |
| ------------------------- | ------------ | ------------ | ------------ |
| La Chaise La Limousinière | 4 951        | 32           | 112          |
| La Ferrière               | —            | —            | —            |
| Fougéré                   | 2 689        | 53           | 110          |
| Thorigny                  | 3 215        | 19           | 97           |

## Composition
À sa création, lors du découpage du 26 janvier 1790, le canton regroupe six municipalités.
| Municipalité                         | Période   | Réf.  |
| ------------------------------------ | --------- | ----- |
| La Ferrière                          | 1790-1801 | ,     |
| Fougéré                              | 1790-1801 | ,     |
| La Limousinière                      | 1790-1801 | ,     |
| Saint-Jean-de-la-Chaisse (chef-lieu) | 1790-1796 | ,     |
| Saint-Nicolas-de-la-Chaisse          | 1790-1796 | [ ε ] |
| Thorigny                             | 1790-1801 | ,     |

## Démographie
| 1793 | 1800  |
| ---- | ----- |
| —    | 3 970 |